# Zonulina
La zonulina és l'únic modulador fisiològic de les unions estretes intercel·lulars descrit fins ara que participa en el tràfic de macromolècules i, per tant, en l'equilibri de tolerància / resposta immunitària. Quan es desregula el pas intercel·lular finament modulat per la zonulina en individus susceptibles genèticament, es poden produir trastorns autoimmunitaris, inflamatoris i neoplàstics, tant intestinals com extraintestinals.
La zonulina és una forma no lliure d'haptoglobina, un tipus de proteïna relacionada amb els processos infecciosos.
Les investigacions sobre la zonulina formen part de les que pretenen elucidar el vincle entre les unions estretes i molts estats fisiopatològics.

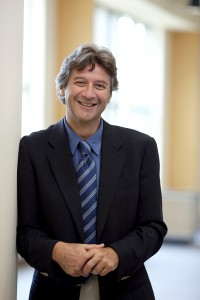
Fasano, important investigador sobre les unions estretes entre cèl·lules epitelials, en 2017

Aquest nou paradigma suggereix que es poden detenir aquests processos si s’impedeix la interacció entre gens i desencadenants ambientals restablint la funció de barrera intestinal dependent de la zonulina. Algunes alteracions provenen de factors que han aconseguit travessar les cèl·lules epitelials. Això indueix l’alliberament de zonulina a la llum intestinal, cosa que provoca que les unions entre les cèl·lules epitelials de l’intestí s’afluixin encara més i donin lloc a la permeabilitat intestinal.
La gliadina (glicoproteina present en el gra de blat) activa la senyalització de zonulina independentment de l'expressió genètica de l’autoimmunitat, cosa que condueix a una permeabilitat intestinal augmentada a les macromolècules.